# Festival de Televisão de Monte Carlo
O Festival de Televisão de Monte Carlo (em francês: Festival de Télévision de Monte-Carlo) foi criado em 1961 por Sua Alteza Sereníssima o Príncipe Rainier III do Mónaco que pretendia "incentivar um nova forma de arte, ao serviço da paz e da compreensão entre os homens". Mas, principalmento, é um mercado internacional.
Em 2002, o festival foi reorganizado para incluir outras categorias para reconhecer as novas tendências no sector da televisão.
O prémio do festival é uma estatueta, uma cópia em ouro da ninfa "Salmacis", da autoria do escultor monegasco, François Joseph Bosio. A estutueta é conhecida como Ninfa de Ouro (Golden Nymph Awards) e é somente dada às premiaçãos máximas como por exemplo, "melhor ator" e "melhor atriz".